# Aadujeevitham
Aadujeevitham (en malayalam : ആടുജീവിതം ; en anglais : Goat Days ou The Goat Life) est un roman en langue malayalam de 2008 de l'auteur indien Benyamin. Il s'agit d'un travailleur migrant malayali (keralais) maltraité, employé contre son gré comme chevrier en Arabie saoudite,.
Le roman est basé sur des événements réels et a été un best-seller au Kerala. Selon les médias, Benyamin est devenu une « sensation du jour au lendemain » avec la publication de cette « histoire percutante » et est actuellement l'un des best-sellers en malayalam. La version originale en malayalam de Goat Days a connu plus de 100 réimpressions.
Le roman décrit la vie de Najeeb Muhammed, un émigrant indien disparu en Arabie saoudite. Le rêve de Najeeb est de travailler dans les États du Golfe Persique et de gagner suffisamment d’argent pour l’envoyer aux siens. Mais, lorsque son rêve s'accomplit, une série d'incidents le propulse dans une existence d'esclave gardeur des chèvres au milieu du désert saoudien. Finalement, Najeeb élabore un plan périlleux pour s'échapper de sa prison du désert. L'introduction de Penguin Books India décrit le roman comme « l'étrange et amère comédie de la vie de Najeeb dans le désert » et « un conte universel de solitude et d'aliénation ».
La traduction anglaise du roman est apparue dans la longue liste du Prix littéraire asiatique Man 2012 et dans la liste restreinte du Prix DSC de littérature sud-asiatique 2013. Il a remporté le prix Kerala Sahitya Akademi du roman pour Benyamin en 2009.

## Résumé

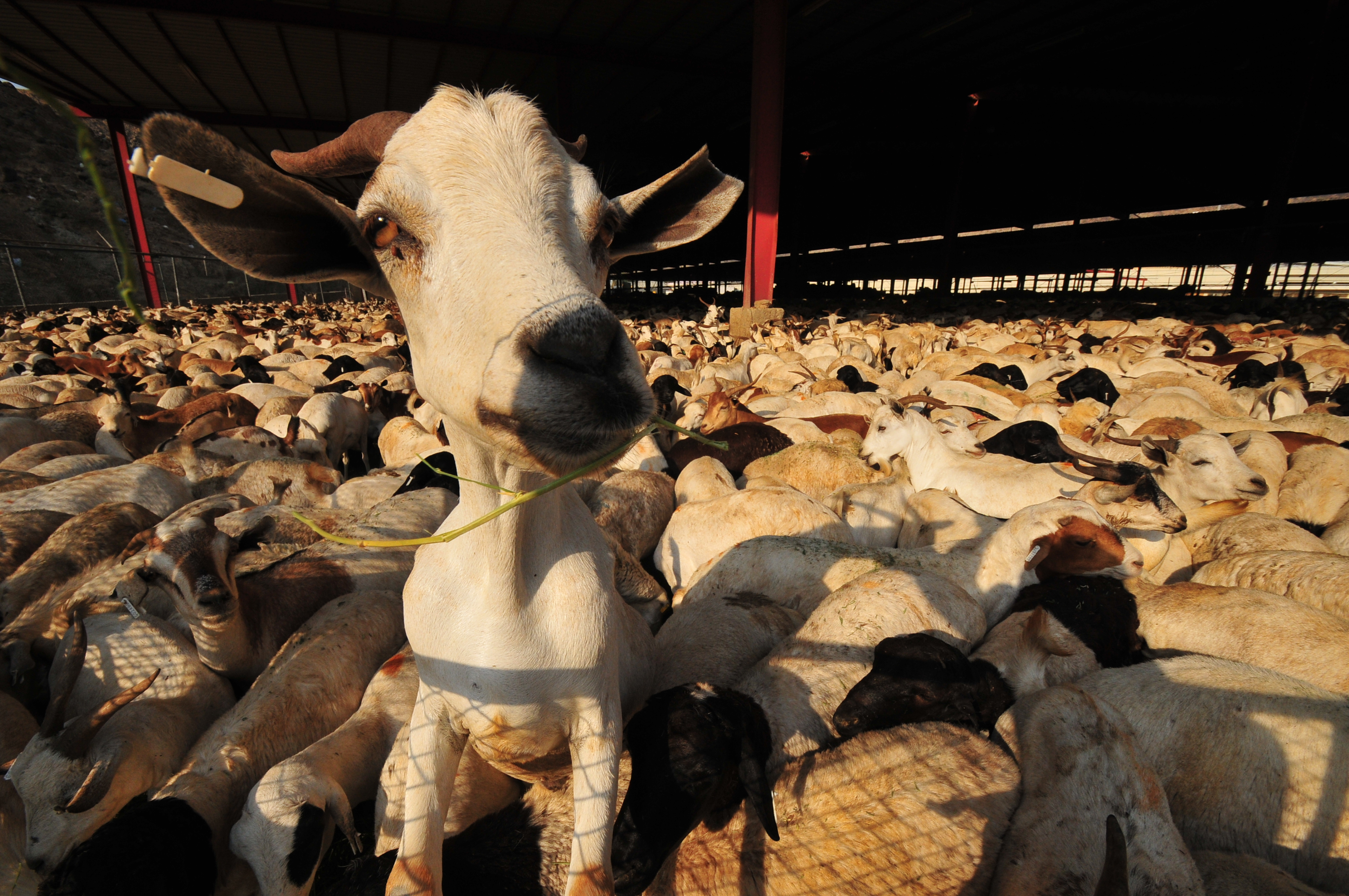
Élevage de chèvres en Arabie saoudite en novembre 2010.

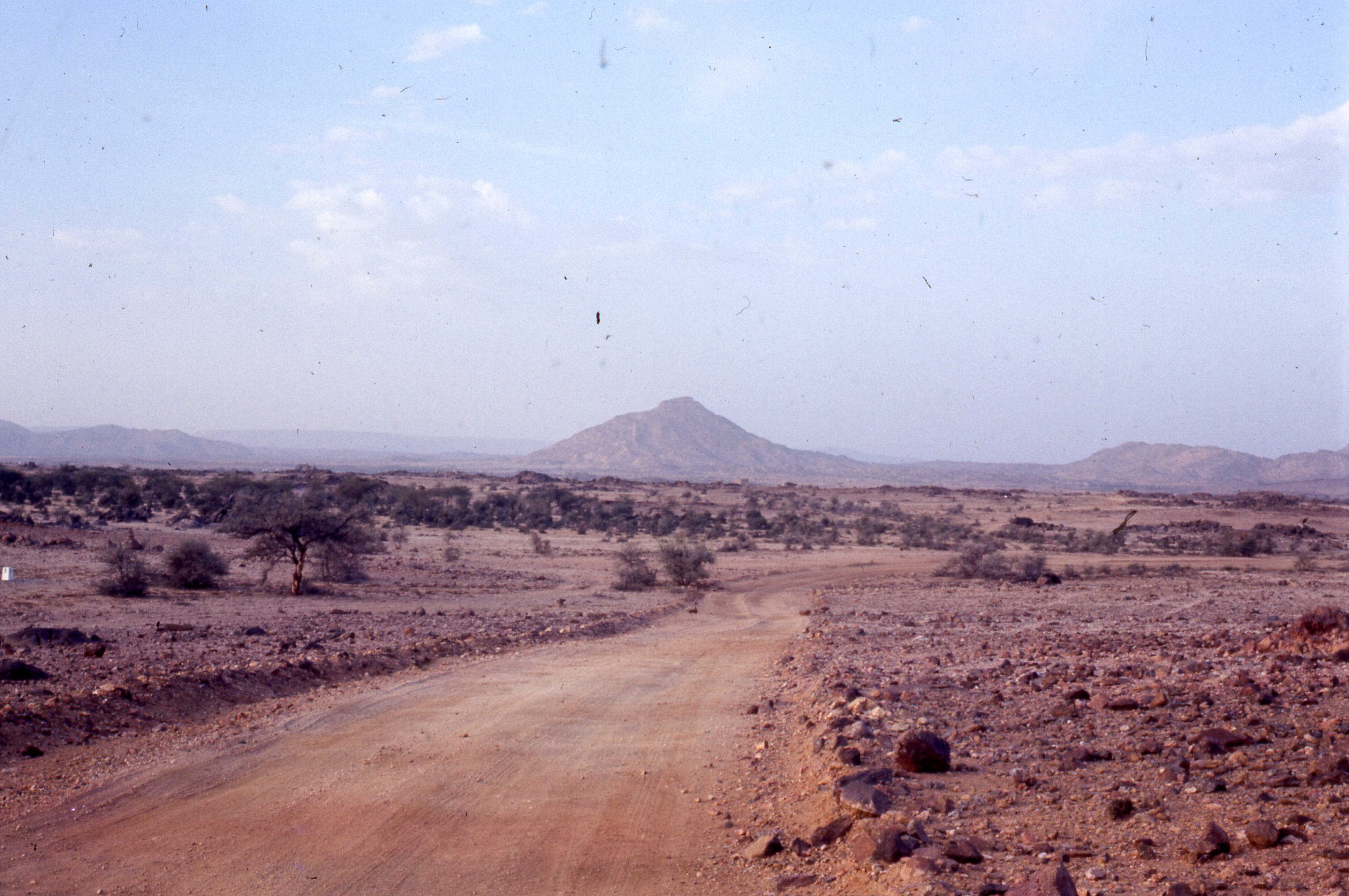
Route en Arabie saoudite en 1966.

Le livre est divisé en quatre parties (Prison, Désert, Évasion et Refuge).
Najeeb Muhammad, un jeune homme d'Arattupuzha à Haripad dans l'État du Kerala en Inde, est récemment marié et rêve d'un meilleur travail dans l'un des États du golfe Persique. Après plusieurs démarches, il obtient enfin l’opportunité de travailler en Arabie saoudite. Cependant, à l'aéroport international du roi Khaled de Riyad, il ne sait pas quoi faire avant d'être emmené par un homme arabe qu'il croit être son sponsor (en) : celui-ci l'emmène dans une ferme d'élevage au milieu du désert et le remet au superviseur, rendant réel le pire cauchemar de Najeeb.
Najeeb est ensuite utilisé comme esclave et berger et est chargé de s'occuper des chèvres, des moutons et des chameaux pendant près de trois ans et demi dans les déserts reculés de l'Arabie saoudite. Il est contraint d'effectuer un travail éreintant, maintenu dans un état de faim extrême, privé d'eau pour se laver et souffrant atrocement. Le superviseur brutal de la ferme maintient Najeeb sous contrôle avec un pistolet et des jumelles et le bat fréquemment avec une ceinture. À partir de là, Najeeb doit gérer son nouveau destin en étant privé du minimum vital.
Dans un pays dont il ne connaît ni la langue, ni les lieux, ni les gens, Najeeb est loin de toute interaction humaine. Il commence progressivement à s’identifier aux caprins. Il se considère comme l’un d’entre eux. Ses rêves, ses désirs, ses vengeances et ses espoirs commencent à s'estomper car son état d'esprit est désormais devenu similaire à celui des chèvres. Il leur parle, mange avec elles, dort avec elles et vit pratiquement la vie d’une chèvre. Bien qu'il ait tenté de s'enfuir à plusieurs reprises, le superviseur l'attrape à chaque fois et le punit en lui refusant de la nourriture et de l'eau. Najeeb arrête ses tentatives lorsqu'il trouve le squelette du berger précédent enterré dans le sable, alors qu'il croyait que celui-ci s'était échappé. Même alors, il garde une lueur d’espoir qui lui apportera un jour la liberté et mettra fin à ses souffrances.
Finalement, une nuit, avec l'aide d'Ibrahim Khadiri, un ouvrier somali de la ferme voisine, Najeeb Muhammed et son ami Hakeem s'échappent de cette vie horrible vers la liberté. Mais le trio erre dans le désert pendant des jours et le jeune Hakeem meurt de soif et de fatigue. Ibrahim Khadiri et Najeeb continuent leur chemin et découvrent une oasis où ils parviennent à se reposer quelques jours. Le jour où ils avaient prévu de repartir, Ibrahim disparaît, laissant Najeeb seul. D'abord accablé, Najeeb parvient tant bien que mal à trouver son chemin jusqu'à une route voisine où, après une journée de tentatives de stopper un véhicule, un Arabe s'arrête et le conduit jusqu'à Al-Bathaa (en).
Là-bas, il rencontre Kunjikka, un autre Malayali qui aide les réfugiés. Kunjikka le soigne jusqu'à ce qu'il soit guéri et parvient à téléphoner à la ville natale de Najeeb. Quand Najeeb commencé à se sentir mieux, il se fait arrêter par la police civile afin d'être expulsé vers l'Inde avec Hameed, qu'il avait rencontré alors qu'il était avec Kunjikka. Najeeb est détenu dans la prison de Sumesi où les sponsors peuvent rendre visite et ramener dans leur entreprise tous les prisonniers en fuite qui travaillaient pour eux. Au début, Najeeb et Hameed craignaient que leurs sponsors se présentent mais ils sont détenus pendant des mois sans que rien ne se passe jusqu'à ce que le sponsor de Hameed apparaisse et emmène Hameed avec lui. Bientôt, le sponsor de Najeeb entre mais étonnamment, il n'emmène pas Najeeb avec lui. Soulagé, Najeeb pense que le sponsor ne l'a pas reconnu jusqu'à ce qu'un gardien amical lui dise que le sponsor n'avait pas le visa de Najeeb, sinon il aurait traîné Najeeb jusqu'à la ferme d'élevage. Najeeb se rend compte qu'il a été trompé à l'aéroport et embauché comme esclave, alors que le visa était pour un autre travail dans une autre entreprise.
Au bout de quelques semaines, il apprend qu'il est expulsé vers l'Inde par les autorités saoudiennes. Dans un état extatique, il fait ses adieux à ses codétenus et, alors qu'il monte à bord de l'avion avec plusieurs expulsés, il réalise qu'ils sont parqués à l'intérieur de l'avion comme des chèvres et qu'il a vécu la vie d'une chèvre.

## Personnages principaux
- Najeeb Muhammed (prisonnier numéro 13858 à la prison de Sumesi, Arabie saoudite), protagoniste du roman et personnage réel, a passé 3,5 ans (du 4 avril 1992 au 13 août 1995) dans une ferme isolée du désert d’Arabie saoudite. Initialement mineur de sable d'Arattupuzha à Haripad[7], il reçoit un visa d'un ami basé à Karuvatta pour 30 000 ₹ (équivalent à 233 000 ₹ ou 2 800 $ de 2023) comme assistant dans une entreprise de construction en Arabie saoudite.
- Hakeem est un jeune homme qui s'est retrouvé piégé par un autre Arabe et qui vit une vie similaire à celle de Najeeb. Il rejoint Najeeb pour s'enfuir du désert, meurt de faim et de soif dans leur périlleux voyage à travers le désert d'Arabie.
- Ibrahim Khadiri
- Propriétaire arabe
- Hamid
- Kunjikka
- Sainu

## Adaptations cinématographiques
Le réalisateur Blessy avait annoncé qu'il ferait un film basé sur le livre, qu'il intitulera The Goat Life. Cependant, l'auteur a noté : « Nous sommes toujours en phase de discussion. Nos projets de film ont dû être reportés lorsque nous avons réalisé que son coût de production ne serait pas réalisable pour un film malayalam. Maintenant, nous prévoyons quelque chose à plus grande échelle et Prithviraj Sukumaran jouera le rôle de Najeeb. » Cependant, fin 2017, Blessy avait confirmé l'adaptation cinématographique éponyme du livre en film malayalam. Après des mois de spéculation, le compositeur AR Rahman confirme en janvier 2018 lors d'une conférence de presse qu'il faisait son retour au cinéma malayalam en tant que compositeur avec ce film,. Le film sort le 28 mars 2024.

### Adaptation cinématographique tamoule
Le film indien Maryan, en langue tamoule, de 2013, avec Dhanush dans le rôle principal, aurait été inspiré par Aadujeevitham.